# Kupčina
Kupčina är ett vattendrag i Kroatien. Det ligger i den centrala delen av landet, 30 km sydväst om huvudstaden Zagreb.